# Charlotte Emerentze Raben
Charlotte Emerentia "Emerentze" Raben, gift Huitfeldt (21. september 1731 i København – 26. april 1798 på Clausholm) var en dansk adelsdame, gift med Matthias Vilhelm Huitfeldt.
Hun var datter af Christian Frederik Raben og Berte Scheel von Plessen. 5. juni 1756 ægtede hun på Bramsløkke stiftamtmand Matthias Wilhelm Huitfeldt. Hun var hofdame hos Dronning Louise, siden hos Dronning Juliane Marie. Hun var uden tvivl dekoreret med l'union parfaite, da alle hendes søstre, som også var hofdamer, bar denne orden.